# Okiana Valle
Okiana Valle de Jesús (29 agosto 1997) è una pallavolista portoricana, libero delle Criollas de Caguas.

## Carriera

### Club
La carriera di Okiana Valle inizia nei tornei scolastici portoricani, giocando con la Christian Military Academy fino al diploma, dopo il quale approda nella lega universitaria statunitense di NCAA Division I, dove gioca dal 2015 al 2018 con la Arkansas. 
Viene selezionata dalle Criollas de Caguas durante il draft della Liga de Voleibol Superior Femenino 2020, senza però firmare con la franchigia. Fa il suo esordio tra le professioniste nell'edizione seguente del torneo, quando approda alle Changas de Naranjito. Dopo un triennio nella franchigia di Naranjito, si trasferisce alle Atenienses de Manatí nella Liga de Voleibol Superior Femenino 2024.
Per la Liga de Voleibol Superior Femenino 2025 approda alle Criollas de Caguas, vincendo il titolo nazionale.

### Nazionale
Nel 2013 viene convocata nella nazionale portoricana under 18, con cui conquista la medaglia d'argento alla Coppa panamericana, dove viene premiata come miglior ricevitrice, e partecipa al campionato mondiale.
Nel 2021 debutta in nazionale maggiore in occasione della NORCECA Final Six e nel 2025 vince la medaglia di bronzo alla Coppa panamericana.

## Palmarès

### Club
- Campionato portoricano: 1

2025

### Nazionale (competizioni minori)
- Coppa panamericana under 18 2013
- Coppa panamericana 2025

### Premi individuali
- 2013 - Coppa panamericana under 18: Miglior ricevitrice